# Magyar tehetségkutató műsorok listája
A tehetségkutató show-műsorok arra szolgálnak, hogy a fiatalabb, esetleg idősebb ének- és tánctehetségeket sztárrá alakítsák. Ilyen művész például Kovács Kati, aki az egyetlen Magyarországon, aki összesen tizenegyszer nyert televíziós, rádiós tehetségkutató versenyt.

## Magyar Televízió
- Ki mit tud? (1962)
- Ki mit tud? (1965)
- Táncdalfesztivál (1966) (győztes: Kovács Kati)
- Táncdalfesztivál (1967) (győztes: Zalatnay Sarolta)
- Nyílik a rózsa – magyarnóta-verseny (1968) (győztes: Horváth Pista)
- Ki mit tud? (1968)
- Táncdalfesztivál (1968) (győztes: Mary Zsuzsi)
- Táncdalfesztivál (1969) (győztes: Késmárky Marika)
- Táncdalfesztivál (1971) (győztes: Zalatnay Sarolta)
- Táncdalfesztivál (1972) (győztes: Kovács Kati)
- Táncdalfesztivál (1977) (győztes: Katona Klári)
- Táncdalfesztivál (1981) (győztes: Kovács Kati)
- Ki mit tud? (1983)
- Nyílik a rózsa – magyarnóta-verseny (1984) (győztes: Pataki István)
- Táncdalfesztivál (1986) (győztes: Napoleon Boulevard)
- Ki mit tud? (1988)
- Táncdalfesztivál (1988) (győztes: Zámbó Jimmy)
- Táncdalfesztivál (1992) (győztes: Szulák Andrea)
- Táncdalfesztivál (1994) (győztes: Bayer Friderika)
- A Társulat (2007–2008) (győztes: Feke Pál)
- Virtuózok (2014)

## Magyar Rádió
- Tessék választani! (1960) (győztes: Németh Lehel)
- Tessék választani! (1963) (győztes: Aradszky László)
- Tessék választani! (1964) (győztes: Pálffy Zsuzsa)
- Made in Hungary (1964) (győztes: Mikes Éva)
- Tessék választani! (1966) (győztes: Szántó Erzsi)
- Made in Hungary (1966) (győztes: Aradszky László)
- Made in Hungary (1969) (győztes: Korda György)
- Made in Hungary (1969) (győztes: Kovács Kati)
- Made in Hungary (1971) (győztes: Kovács Kati)
- Made in Hungary (1972) (győztes: Korda György)
- Made in Hungary (1973) (győztes: Korda György)
- Made in Hungary (1973) (győztes: Máté Péter)
- Tessék választani! (1973) (győztes: Koncz Zsuzsa)
- Made in Hungary (1974) (győztes: Generál)
- Made in Hungary (1974) (győztes: Szécsi Pál)
- Tessék választani! (1975) (győztes: Express)
- Made in Hungary (1975) (győztes: Katona Klári)
- Made in Hungary (1975) (győztes: Kovács Kati)
- Made in Hungary (1976) (győztes: Express)
- Made in Hungary (1976) (győztes: Kovács Kati)
- Tessék választani! (1977) (győztes: Kovács Kati)
- Tessék választani! (1978) (győztes: Bódy Magdi)
- Tessék választani! (1978) (győztes: Cserháti Zsuzsa)
- Tessék választani! (1979) (győztes: Kovács Kati)
- Tessék választani! (1980) (győztes: Máté Péter)
- Tessék választani! (1981) (győztes: Hungária)
- Tessék választani! (1982) (győztes: Soltész Rezső)
- Tessék választani! (1988) (győztes: Kovács Kati)

## RTL
- Csillag Születik 1. (2007) (győztes: Utasi Árpád)
- Csillag születik 2. (2009) (győztes: Tabáni István)
- X-Faktor (2010) (győztes: Vastag Csaba)
- Csillag születik 3. (2011) (győztes: László Attila)
- X-Faktor (2011) (győztes: Kocsis Tibor)
- Csillag születik 4. (2012) (győztes: Mészáros János Elek)
- X-Faktor (2012) (győztes: Oláh Gergő)
- X-Faktor (2013) (győztes: Danics Dóra)
- X-Faktor (2014) (győztes : Tóth Andi )
- Hungary’s Got Talent (2015) (győztes: Dirty Led Light Crew)
- Kicsi óriások (2016) (győztes: Olívia)
- X-Faktor (2016) (győztes: Opitz Barbara)
- X-Faktor (2017) (győztes: Ricco & Claudia)
- X-Faktor (2018) (győztes: USNK)
- X-Faktor (2019) (győztes: Ruszó Tibor)
- X-Faktor (2021) (győztes: Alee)
- X-Faktor (2022) (győztes: Solyom Bernadett)
- The Voice – Magyarország hangja (2023) (győztes: Szakács Erika)
- X-Faktor (2024) (győztes: Fehér Krisztián)

## TV2
- Kifutó (1998) (győztes: Pély Barna)
- Popsztárok (2002) (győztes: Sugar & Spice)
- Megasztár 1 (2003–2004) (győztes: Tóth Vera)
- Megasztár 2 (2004–2005) (győztes: Molnár Ferenc Caramel)
- Megasztár 3 (2005–2006) (győztes: Rúzsa Magdi)
- Megatánc (2006) (győztes: Kováts Gergely Csanád)
- Megasztár 4 (2008) (győztes: Király Viktor)
- Megasztár 5 (2010) (győztes: Tolvai Renáta)
- Megasztár 6 (2012) (győztes: Radics Gigi)
- The Voice – Magyarország hangja (2012–2013) (győztes: Pál Dénes)
- Az ének iskolája (2013) (győztes: Farkas Zsolt)
- Az ének iskolája (2014) (győztes: Berki Artúr)
- Rising Star (2014–2015) (győztes: Várhegyi Lucas Palmira)
- Az ének iskolája (2015) (győztes: Juhos Zsófia)
- Kismenők (2016) (győztes: Szabó Bence)
- Star Academy (2016) (győztes: Szőcs Renáta)
- Sztárban sztár +1 kicsi (2016) (győztes: Pál Dénes és Varga Vivien)
- Sztárban sztár +1 kicsi (2017) (győztes: Vastag Tamás és Varga Szabolcs)
- Sztárban sztár leszek! (2019) (győztes: Békefi Viktória)
- Sztárban sztár leszek! (2021) (győztes: Csiszár István)
- Sztárban sztár leszek! (2022) (győztes: Kökény Dániel)
- Sztárban sztár leszek! (2023) (győztes: Karapancsev Kristóf)
- Megasztár 7 (2024) (győztes: Gudics Máté)

## Lásd még
- Magyar nyelvű tévéadók listája
- Magyar Televízió
- Magyar Rádió
- RTL Klub
- TV2